# سرزمین:عراق سال صفر
سرزمین:عراق سال صفر (انگلیسی: Homeland: Iraq Year Zero) فیلمی در ژانر مستند به کارگردانی عباس فاضل است که در سال ۲۰۱۵ منتشر شد. این فیلم برنده جوایزی از چندین جشنواره فیلم شد.